# Seija Ballhaus
Seija Ballhaus (27 de julio de 2000) es una deportista alemana que compite en judo.
En los Juegos Europeos de Cracovia 2023 consiguió una medalla de plata en la prueba de equipo mixto. Ganó una medalla de oro en el Campeonato Europeo de Judo de 2025 y una medalla de bronce en el Campeonato Europeo de Judo por Equipo Mixto de 2022.

## Palmarés internacional
| Juegos Europeos                     | Juegos Europeos         | Juegos Europeos   | Juegos Europeos |
| Año                                 | Lugar                   | Medalla           | Categoría       |
| ----------------------------------- | ----------------------- | ----------------- | --------------- |
| 2023                                | Krynica-Zdrój (Polonia) | Medalla de plata  | Equipo mixto    |
| Campeonato Europeo                  |                         |                   |                 |
| Año                                 | Lugar                   | Medalla           | Categoría       |
| 2025                                | Podgorica (Montenegro)  | Medalla de oro    | –57 kg          |
| Campeonato Europeo por Equipo Mixto |                         |                   |                 |
| Año                                 | Lugar                   | Medalla           | Categoría       |
| 2022                                | Mulhouse (Francia)      | Medalla de bronce | Equipo mixto    |